# 286号亚利桑那州州道

286号亚利桑那州州道（英語：Arizona State Route 286，SR286）是一条南北走向的亚利桑那州州级公路，全长45.04英里（72.48）起自美墨邊界的沙沙比，北至皮马县三點接86号亚利桑那州州道（SR86）。沙沙比到图森的公路于1935年建成，在1950年代，三點至图森的路段被归入86号亚利桑那州州道。